# Alfredo Díaz Quintanilla
Alfredo Díaz Quintanilla (Cusco, 1913 - Cusco, 1979) fue un político peruano. Ocupó la alcaldía provincial del Cusco entre 1964 y 1966.
En las Elecciones municipales de 1963 fue elegido alcalde provincial del Cusco siendo candidato de la Alianza Acción Popular-Democracia Cristiana. Obtuvo 12,062 votos con los que ganó las elecciones al representar el 69.032% de los votos.